# Vườn quốc gia Bắc Cực Nga
Vườn quốc gia Bắc Cực Nga (tiếng Nga: Национальный парк "Русская Арктика") là một vườn quốc gia nằm tại Arkhangelsk, Nga. Được thành lập vào tháng 6 năm 2009 và mở rộng vào năm 2016, vườn quốc gia này bao gồm một vùng rộng lớn và xa xôi của Bắc Băng Dương ở phía bắc quần đảo Novaya Zemlya và Đất Franz Joseph.

## Lịch sử
Chính phủ Nga lần đầu tiên thành lập Khu bảo tồn Zemlya Frantsa-Iosifa vào ngày 23 tháng 4 năm 1994. Một ekes hoạch về việc thành lập vườn quốc gia ở phía bắc Novaya Zemlya và Zemlya Frantsa-Iosifa đã được đề xuất vào những năm 2000. Tuy nhiên, khi vườn quốc gia Bắc Cực Nga thành lập vào ngày 15 tháng 6 năm 2009 thì quần đảo Zemlya Frantsa-Iosifa và Victoria đã bị loại ra khỏi ranh giới. Thông báo về sự kiện này, thủ tướng Nga Vladimir Putin bày tỏ hy vọng việc thành lập vườn quốc gia sẽ giúp thúc đẩy sự phát triển của du lịch trong khu vực. Ông đã từng đến thăm nơi đây vào năm 2010 và mô tả nó như là một "đỉnh rác khổng lồ". Năm 2011, vườn quốc gia mở rộng để bao gồm cả Zemlya Frantsa-Iosifa như là động thái để đáp ứng du lịch tới quần đảo này được tốt hơn. Nga đã cho tiến hành dự án làm sạch bãi rác ở đây với chi phí 1,5 tỷ rúp bắt đầu từ năm 2012. Và chỉ sau ba năm, hơn 100.000 tấn chất thải tích tụ từ thời Xô Viết, trong đó bao gồm rất nhiều những thùng dầu, phương tiện đổ nát, trạm radar, máy bay và nhiều thứ khác.

## Địa lý
Vườn quốc gia có diện tích 14.260 km², trong đó có 6.320 km² là mặt đất còn 7.940 km² là bề mặt biển. Vườn quốc gia bao gồm phần phía bắc của Đảo Severny thuộc quần đảo Novaya Zemlya và toàn bộ quần đảo Zemlya Frantsa-Iosifa. Về mặt hành chính, vườn quốc gia thuộc tỉnh Arkhangelsk.

## Mô tả
Đây là một trong những thuộc địa chim lớn nhất Bắc bán cầu và là môi trường sống quan trọng của nhiều loài động vật có vú như Hải mã, Gấu trắng Bắc Cực, Cá voi đầu cong, Cáo tuyết Bắc Cực, Hải cẩu Greenland, Hải cẩu đeo vòng. Thảm thực vật tại đây đại diện bởi các loài rêu, địa y và một số ít các loài hoa.
Ngoài việc bảo tồn môi trường tự nhiên vùng Bắc Cực, vườn quốc gia còn là địa điểm quan trọng trong việc bảo tồn di sản văn hóa có liên quan đến lịch sử khám phá thuộc địa của các vùng lãnh thổ rộng lớn của Bắc Cực bắt đầu từ thế kỷ 16, đặc biệt là liên quan đến hoạt động của nhà địa chất Vladimir Rusanov và hai nhà thám hiểm Georgy Sedov, Willem Barentsz.